# Gregarinidra variabilis
Gregarinidra variabilis is een mosdiertjessoort uit de familie van de Flustridae. De wetenschappelijke naam van de soort is voor het eerst geldig gepubliceerd in 1974 door Moyano.